# Bahnhof Kalbe (Milde)
Der Bahnhof Kalbe (Milde) war ein Bahnhof in Kalbe an der Altmärkischen Kleinbahn.

## Geschichte
Die Kleinbahn AG Bismark–Calbe–Beetzendorf eröffnete im Dezember 1899 die Bahnstrecke von Bismark bis Beetzendorf und errichtete an ihr den Bahnhof Calbe. Die Kleinbahn-AG Gardelegen–Calbe an der Milde erreichte im März 1904 den Bahnhof Calbe. Noch im gleichen Jahr fusionierten die beiden Bahngesellschaften zu Kleinbahn-AG Bismark–Gardelegen–Diesdorf. Ab März 1921 konnten auch Züge von Calbe über die in Wernstedt von der Gardelegener Strecke abzweigende Strecke zunächst nach Kakerbeck, ab Juni 1922 weiter nach Klötze fahren. Ab 1927 firmierte die Gesellschaft als Altmärkische Kleinbahn AG. Die Betriebsleitung hatte im Bahnhof Calbe ihren Sitz.
1949 wurden die Strecken von der Deutschen Reichsbahn übernommen.
Der Bahnhof wurde eine selbstständige Betriebsstelle, die Triebfahrzeuganlagen wurden ein Lokbahnhof, der dem Bahnbetriebswerk Salzwedel unterstand.
Der Personenverkehr von Klötze über Wernstedt nach Kalbe (Milde) (so schrieb sich die Stadt seit 1952) wurde am 27. Juni 1970 eingestellt, der Güterverkehr am 31. Juli 1970 und am 22. August wurde die Strecke stillgelegt. Der Verkehr über Wernstedt hinaus nach Gardelegen war schon am 23. September 1967 eingestellt worden.
Zwischen Kalbe (Milde) und Beetzendorf wurde noch bis 10. März 1991 Personen und bis Jahresende 1993 Güter befördert. Stillgelegt wurde diese Strecke am 1. Oktober 1997.
Es blieb die Strecke Kalbe–Hohenwulsch (seit 1952 der Name des Anschlussbahnhofes an der Bahnstrecke Stendal–Uelzen, bis dahin Bismark Ost), auf der noch bis zum Jahresende 1994 Güterverkehr stattfand. Am 9. Juni 2001 wurde auch der Personenverkehr eingestellt.
Bereits 1992 war die Einsatzstelle Kalbe des Bw Salzwedel aufgegeben worden.
Nach der Einstellung des Personenverkehrs wollte ein Förderverein Historische Kleinbahn Kalbe einen Nostalgieverkehr anbieten, Doch durch die Stilllegung der Strecke zum 1. März 2002 war das nicht mehr möglich.
Der Lokschuppen wurde 2003 abgerissen, das Empfangsgebäude und der Triebwagenschuppen sind noch vorhanden.

## Anlagen
Am östlichen Ende des Bahnhofes stand bei der Eröffnung ein repräsentatives zweistöckiges Empfangsgebäude in Ziegelbauweise, an das ein flacher Güterschuppen in Fachwerkbauweise angebaut war. Das Gebäude wurde 1938 erweitert und verputzt. Zwei Bahnsteige waren auf der nördlichen Seite an der durchgehenden Strecke am Hausbahnsteig und als Zwischenbahnsteig vorhanden. Südlich des Bahnhofsgebäudes und der Ladestraße war ein weiterer Bahnsteig an einem Kopfgleis, an dem die Züge von und nach Gardelegen und Klötze verkehrten.
Es gab außerdem einen dreigleisigen Lokschuppen mit Wasserturm im Westen, einen zweigleisigen Triebwagenschuppen (erhalten, unter Denkmalschutz) im Osten und eine Ladestraße mit Kopframpe.

## Verkehr
1944 verkehrten nach Bismark, nach Beetzendorf, nach Salzwedel und nach Klötze täglich jeweils drei Züge, nach Gardelegen vier, werktags sogar fünf. 1956/57 hatte es sich verändert, da verkehrten auf der Strecke Hohenwulsch–Beetzendorf fünf bzw. vier Zugpaare.
1989 verkehrten noch sieben Zugpaare täglich (werktags acht) zwischen Hohenwulsch und Kalbe, vier Zugpaare (werktags fünf) zwischen Kalbe und Beetzendorf. Die Züge lagen aber so, dass in Kalbe in der Regel kein Anschluss vorgesehen war.